# Episodi di Tre nipoti e un maggiordomo (seconda stagione)
La seconda stagione della serie televisiva Tre nipoti e un maggiordomo (Family Affair) è andata in onda negli Stati Uniti dall'11 settembre 1967 all'8 aprile 1968 sulla CBS.
| nº | Titolo originale             | Titolo italiano                 | Prima TV USA      | Prima TV italiana | Rete TV     |
| -- | ---------------------------- | ------------------------------- | ----------------- | ----------------- | ----------- |
| 1  | Birds, Bees and Buffy        | Cicogne e cavoli                | 11 settembre 1967 | 24 settembre 1985 | Rai 1       |
| 2  | First Love                   | Primo amore                     | 18 settembre 1967 | 2 ottobre 1985    | Rai 1       |
| 3  | Go Home, Mr. French          | Resta con noi                   | 25 settembre 1967 | 25 aprile 1973    | TV Svizzera |
| 4  | Arthur, the Invisible Bear   | Arturo l'orso invisibile        | 2 ottobre 1967    | 26 settembre 1985 | Rai 1       |
| 5  | The Other Cheek              | Porgi l'altra guancia           | 9 ottobre 1967    | 21 marzo 1973     | TV Svizzera |
| 6  | The Candy Striper            | La caramella a strisce          | 16 ottobre 1967   | 23 settembre 1985 | Rai 1       |
| 7  | Fat, Fat, The Water Rat      | Corri corri topolino            | 23 ottobre 1967   | 11 aprile 1973    | TV Svizzera |
| 8  | The Toy Box                  | Il deposito dei giocattoli      | 6 novembre 1967   | 3 ottobre 1985    | Rai 1       |
| 9  | Take Me Out of the Ball Game | Esco dal gioco                  | 13 novembre 1967  | 18 aprile 1973    | TV Svizzera |
| 10 | You Like Buffy Better        | Tu preferisci Buffy             | 20 novembre 1967  | 25 settembre 1985 | Rai 1       |
| 11 | Freddie                      | Freddie                         | 27 novembre 1967  | 19 settembre 1985 | Rai 1       |
| 12 | Our Friend Stanley           | Il nostro amico Stanley         | 4 dicembre 1967   | 20 giugno 1973    | TV Svizzera |
| 13 | Somebody Upstairs            | La signora del piano di sopra   | 11 dicembre 1967  | 7 ottobre 1985    | Rai 1       |
| 14 | Star Dust                    | Polvere di stelle               | 18 dicembre 1967  | 8 ottobre 1985    | Rai 1       |
| 15 | Best of the Breed            | La razza migliore               | 25 dicembre 1967  | 27 giugno 1973    | TV Svizzera |
| 16 | Family Reunion               | Riunione di famiglia            | 1º gennaio 1968   | 7 ottobre 1981    | Rai 1       |
| 17 | A Man's Place                | Il ristorante del Signor French | 8 gennaio 1968    | 6 ottobre 1981    | Rai 1       |
| 18 | The Great Kow-Tow            | La terra di Fu-Sang             | 15 gennaio 1968   | 8 ottobre 1981    | Rai 1       |
| 19 | The Fish Watchers            | Acquario che passione           | 22 gennaio 1968   | 5 ottobre 1981    | Rai 1       |
| 20 | The Day Nothing Happened     | Una giornata senza avvenimenti  | 29 gennaio 1968   | 2 dicembre 1985   | Rai 1       |
| 21 | A House in the Country       | Una casetta in campagna         | 5 febbraio 1968   | 4 aprile 1973     | TV Svizzera |
| 22 | A Matter of Tonsils          | Le tonsille                     | 12 febbraio 1968  | 13 giugno 1973    | TV Svizzera |
| 23 | Member of the Family         | Un membro della famiglia        | 19 febbraio 1968  | 28 marzo 1973     | TV Svizzera |
| 24 | His and Hers                 | Una buona occasione             | 26 febbraio 1968  | 15 ottobre 1982   | Rai 1       |
| 25 | The New Cissy                | La nuova Cissy                  | 4 marzo 1968      | 30 settembre 1985 | Rai 1       |
| 26 | The Family Outing            | Gita di famiglia                | 11 marzo 1968     | 2 maggio 1973     | TV Svizzera |
| 27 | Mr. French's Holiday         | Le vacanze del Sig. French      | 18 marzo 1968     | 9 maggio 1973     | TV Svizzera |
| 28 | The Mrs. Beasley Story       | La storia di Beasley            | 25 marzo 1968     | 30 maggio 1973    | TV Svizzera |
| 29 | The Baby Sitters             | Le baby-sitters                 | 1º aprile 1968    | 1º ottobre 1985   | Rai 1       |
| 30 | Family Portrait              | Ritratto di famiglia            | 8 aprile 1968     | 27 settembre 1985 | Rai 1       |

## Cicogne e cavoli
- Titolo originale: Birds, Bees and Buffy
- Diretto da: Charles T. Barton
- Scritto da: Phil Davis

### Trama
- Guest star: Pamelyn Ferdin (Wendy), Pauline Drake (Miss Graham), Athena Lorde (Miss Livingstone), Viola Harris (Miss Pringle), Heather Angel (Miss Faversham), Randy Whipple (Richard)

## Primo amore
- Titolo originale: First Love
- Diretto da: Charles T. Barton
- Scritto da: Irma Kalish, Austin Kalish

### Trama
- Guest star: Merri Wood-Taylor (Nanny), Towyna Thomas (Nanny), Lee Meriwether (Lise Lowell), Joel Davison (Andy)

## Resta con noi
- Titolo originale: Go Home, Mr. French
- Diretto da: Charles T. Barton
- Scritto da: Fred S. Fox, Seaman Jacobs

### Trama
- Guest star: Nicci-Ann Frank (Elizabeth), Merri Wood-Taylor (Miss Turner), Patric Knowles (duca di Glenmore), Anna Lee (Lorna), Riley Mills (Jonathan), Cathleen Cordell (duchessa di Glenmore)

## Arturo l'orso invisibile
- Titolo originale: Arthur, the Invisible Bear
- Diretto da: Charles T. Barton
- Scritto da: John McGreevey

### Trama
- Guest star: Susan Benjamin (Sue Evelyn), Adrienne Marden (dottoressa Dorothy Cramer), Mitzi Hoag (Miss Ainsley), Kevin Cooper (Howard)

## Porgi l'altra guancia
- Titolo originale: The Other Cheek
- Diretto da: William D. Russell
- Scritto da: Elroy Schwartz

### Trama
- Guest star: Kellie Flanagan (ragazza), Kathleen O'Malley (Mrs. Michaels), Claire Wilcox (Jeannie), Sean McClory (Mr. Michaels)

## La caramella a strisce
- Titolo originale: The Candy Striper
- Diretto da: William D. Russell
- Scritto da: Don Fedderson

### Trama
- Guest star: Karen Green (Mrs. Warren), Debi Storm (Randy), Audrey Dalton (Mrs. Thompson), Alice Frost (Mrs. Russell), Nydia Westman (Mrs. Elkins), Sherry Alberoni (Sharon James)

## Corri corri topolino
- Titolo originale: Fat, Fat, The Water Rat
- Diretto da: Charles T. Barton
- Scritto da: Phil Davis

### Trama
- Guest star: Marcia Mae Jones (Mrs. Callahan), Sandra Wirth (Miss Brown), Lovyss Bradley (donna), Jackie Coogan (Tim Callahan), Sheila Duffy (Katie), Todd Baron (Mike)

## Il deposito dei giocattoli
- Titolo originale: The Toy Box
- Diretto da: Charles T. Barton
- Scritto da: Arthur Marx

### Trama
- Guest star: Dennis Oliveri (Ronny), Cay Forester (Joanne Wilson)

## Esco dal gioco
- Titolo originale: Take Me Out of the Ball Game
- Diretto da: Charles T. Barton
- Scritto da: Edmund Beloin, Henry Garson

### Trama
- Guest star: Robert DoQui (ufficiale Wilson), David Brandon (Sam), Stephen Liss (Randy), Miguel Monsalve (Roberto), Rudy Battaglia (Jose), Johnny Silver (tassista)

## Tu preferisci Buffy
- Titolo originale: You Like Buffy Better
- Diretto da: Charles T. Barton
- Scritto da: Hannibal Coons, Harry Winkler

### Trama
- Guest star: Gregg Fedderson (Ronny Bartlett), Katey Barrett (Ballet Mother), Olga Kaya (Miss Peterson), Del Moore (Eric Langley), Kellie Flanagan (Alicia)

## Freddie
- Titolo originale: Freddie
- Diretto da: William D. Russell
- Scritto da: John McGreevey

### Trama
- Guest star: Willard Sage (Greg), Michael Harris (ufficiale Brennan), Diane Brewster (Freddie), Barbara Collentine (Ruth Minter), Susan Benjamin (Sue Jeanette)

## Il nostro amico Stanley
- Titolo originale: Our Friend Stanley
- Diretto da: Charles T. Barton
- Scritto da: Henry Garson, Edmund Beloin

### Trama
- Guest star: Michael Freeman (Stanley), Karl Lukas (Scotty), Ila Britton (Miss Jerome), Gary Dubin (Eddie), John Lupton (Doug), Sally Forrest (Estelle)

## La signora del piano di sopra
- Titolo originale: Somebody Upstairs
- Diretto da: Charles T. Barton
- Scritto da: Irma Kalish, Austin Kalish

### Trama
- Guest star: Joan Blondell (Laura London), Ernestine Wade (Ruby)

## Polvere di stelle
- Titolo originale: Star Dust
- Diretto da: Charles T. Barton
- Scritto da: Roy Kammerman

### Trama
- Guest star: Grace Lenard (reporter), Nora Marlowe (bambinaia), John Howard (Myron Fox), Martha Hyer (Carol Haven), Helen Eby-Rock (donna), Ray Ballard (fotografo)

## La razza migliore
- Titolo originale: Best of the Breed
- Diretto da: Charles T. Barton
- Scritto da: Ed James

### Trama
- Guest star: Gerry Lock (Mrs. Hobson), Kym Karath (ragazza), Richard Moll (Lewis), Karl Lukas (Scotty), Larry Thor (giudice)

## Riunione di famiglia
- Titolo originale: Family Reunion
- Diretto da: Charles T. Barton
- Scritto da: Phil Davis

### Trama
- Guest star: Jim Henaghan (Harvey), Louise Latham (Fran Heiger), Bill Zuckert (Harold Heiger)

## Il ristorante del Signor French
- Titolo originale: A Man's Place
- Diretto da: Charles T. Barton
- Scritto da: John McGreevey

### Trama
- Guest star: Leslie Randall (Mr. Tyburn), Ann Sothern (Florence Cahill), Laurie Main (Mr. Smyser), Ralph Manza (commesso), Kaye Elhardt (Miss Martin)

## La terra di Fu-Sang
- Titolo originale: The Great Kow-Tow
- Diretto da: Charles T. Barton
- Scritto da: John McGreevey

### Trama
- Guest star: Beulah Quo (Liang), Lisa Lu (Betty Chang), Keye Luke (nonno Chang), Benson Fong (Paul Chang)

## Acquario che passione
- Titolo originale: The Fish Watchers
- Diretto da: Charles T. Barton
- Scritto da: Jane Klove, Ted Sherdeman

### Trama
- Guest star: Howard Culver (guardia), Ray Baxter (Scott Norvell), Gene Tyburn (contabile), Jack Lilley (conducente), Guy Way (aiutante)

## Una giornata senza avvenimenti
- Titolo originale: The Day Nothing Happened
- Diretto da: Charles T. Barton
- Scritto da: Edmund Beloin, Henry Garson

### Trama
- Guest star: Karl Lukas (Scotty), Sherry Alberoni (Sharon James), James Victor (fattorino)

## Una casetta in campagna
- Titolo originale: A House in the Country
- Diretto da: Charles T. Barton
- Scritto da: Ed James

### Trama
- Guest star: Karl Lukas (Scotty), Mauritz Hugo (Mr. Pendergast), Walter Reed (Mr. Burgess), Patrick Moore (Jerry), Heather Angel (Miss Faversham), Debi Storm (Pamela)

## Le tonsille
- Titolo originale: A Matter of Tonsils
- Diretto da: Charles T. Barton
- Scritto da: Edmund Beloin, Henry Garson

### Trama
- Guest star: Carol Nugent (Miss Jones), Oliver McGowan (dottor Felsom)

## Un membro della famiglia
- Titolo originale: Member of the Family
- Diretto da: Charles T. Barton
- Scritto da: Henry Garson, Edmund Beloin

### Trama
- Guest star: Sherry Alberoni (Sharon James), Joan Vohs (Mrs. Scofield), Richard Peel (Mr. Withers), Heather Angel (Miss Faversham), Randy Whipple (Pete)

## Una buona occasione
- Titolo originale: His and Hers
- Diretto da: Charles T. Barton
- Scritto da: Joseph Hoffman

### Trama
- Guest star: Mickey Sholdar (Alan), George Winters (Norman), Tony Fraser (Timmy), Coleen Gray (Margaret Williams), Martine Fraser (Jill), Kay Cole (Vicky)

## La nuova Cissy
- Titolo originale: The New Cissy
- Diretto da: Charles T. Barton
- Scritto da: John McGreevey

### Trama
- Guest star: Jennifer Lea (insegnante di teatro), Gary Miller (Rick), Lynn Borden (Model), Charles Herbert (Wendell), Susan Abbott (Trish), Patrick Thomas (Eddie), Jackie Russell (psicologa), Diane Mountford (Laura), Danielle Aubry (parrucchiera)

## Gita di famiglia
- Titolo originale: The Family Outing
- Diretto da: Charles T. Barton
- Scritto da: Phil Leslie

### Trama
- Guest star:

## Le vacanze del Sig. French
- Titolo originale: Mr. French's Holiday
- Diretto da: Charles T. Barton
- Scritto da: Lois Hire

### Trama
- Guest star: Diane Mountford (Sharon), Randy Whipple (Pete), Dennis Cross (Jim Tall Feather), Betty Lynn (Miss Lee), Adele Claire (Hostess)

## La storia di Beasley
- Titolo originale: The Mrs. Beasley Story
- Diretto da: Charles T. Barton
- Scritto da: Joseph Hoffman

### Trama
- Guest star: Natalie Masters (Mrs. Green), Aly Wassil (East Indian), Naji Gabbay (indiano), Tim Graham (Mr. Green), Ivan Bonar (Foster)

## Le baby-sitters
- Titolo originale: The Baby Sitters
- Diretto da: Charles T. Barton
- Scritto da: Rita Lakin

### Trama
- Guest star: Allen Jung (Mr. Lin), Dennis Oliveri (Danny), Barry Brooks (Tom), James Hong (Mr. Chung), Carleton Young (dottor Perry), Dick Winslow (Bob), Robert Whaley (Jim), Doris Singleton (Mrs. James), Walter Sande (Mr. James), Sherry Alberoni (Sharon James)

## Ritratto di famiglia
- Titolo originale: Family Portrait
- Diretto da: Charles T. Barton
- Scritto da: John McGreevey

### Trama
- Guest star: Pippa Scott (Eileen Moran), John Milford (Ward Halsey), Betty Lynn (Miss Lee), Ed Deemer (Tyler)